# 金纹奂
金纹奂（韩语： Gim Munhwan，1995年8月1日—），生于華城市，韩国男子足球运动员，司职后卫，2018年加入成年国家队，2018年亚洲运动会男子足球金牌得主、2022年东亚足球锦标赛银牌得主。

## 球會生涯
2021年1月11日，金纹奂与洛杉磯足球會签约。
2022年3月18日，金纹奂转会至K1联赛球队全北现代汽车。

## 國際賽生涯
2018年，金纹奂代表韩国23岁以下国家队参加了亚足联 U-23 锦标赛和亚运会。在亚运会上，韩国队取得了胜利，金纹奂和他的队友们因此免服兵役。
2018年9月，金纹奂在右后卫位置上的出色表现为他赢得了正式的国际征召。他在9月7日 2-0 战胜哥斯达黎加的比赛中替补登场，并在2019年1月16日对阵中国的亚洲杯比赛中首次首发出场。
金纹奂入选了韩国队参加2022年卡塔尔世界杯的最终阵容。在韩国队从小组赛晋级并在16强赛出局的过程中，金纹奂踢满了每一分钟。